# Médaille Marietta et Friedrich Torberg

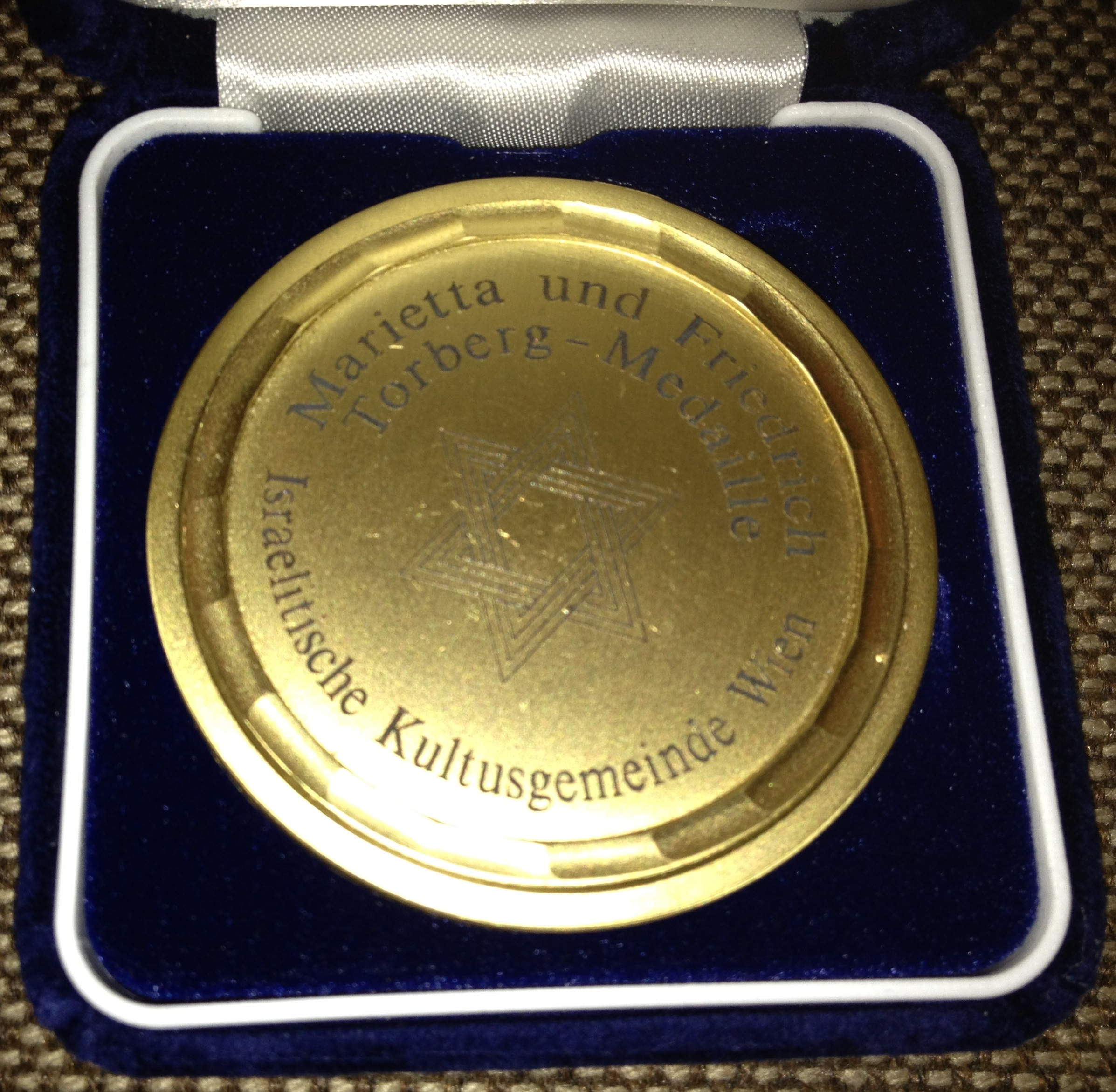
Médaille Marietta et Friedrich Torberg

La Médaille Marietta et Friedrich Torberg (Médaille Friedrich Torberg avant 2002) est décernée à des personnes et initiatives combattant l'antisémitisme, le racisme et le néonazisme. Le prix est remis par la Communauté israélite de Vienne.

## Le Prix
La Médaille Marietta et Friedrich Torberg honore le mémoire de Friedrich Torberg. Cet écrivain autrichien, d'origine juive, est reconnu comme un grand humaniste, combattant acharné contre le nazisme, le communisme et toutes les idéologies totalitaires. La médaille sert aussi à la diffusion de l'héritage spirituel de Torberg. Son œuvre rappelle l'importance de la communauté juive et de sa culture dans la Vienne d'avant la Seconde Guerre mondiale. La très importante communauté juive de Vienne a pratiquement disparu, exterminée pendant la Shoah.  
La médaille est décernée à des esprits combatifs qui défendent la démocratie ouverte, vivante et intense en Autriche.  

## Les lauréats et les panégyristes
1987
- Peter Huemer (Panégyrique: André Heller)

1990
- Siegfried Reingruber et Hermann Reitmajer (Panégyrique: Peter Rabl)

1995
- Les élèves et le corps enseignant du lycée Friesgasse à Vienne (Panégyrique: Paul Chaim Eisenberg)

1997
- Josef Broukal (Panégyrique: Caspar Einem)

1999
- Primavera Gruber, Käthe Kratz, Hans Litsauer, Werner Rotter, Karin Schön, Georg Schönfeld
- Hubert Steiner (Panégyrique: Franz Vranitzky)

2000
- Hubertus Czernin (Panégyrique: Emile Zuckerkandl)
- Gertraud Knoll (Panégyrique: Franz Vranitzky)
- Werner Vogt (Panégyrique: Michael Scharang)

2001
- Marianne Enigl (Panégyrique: Michael Hubenstorf)
- Hans Rauscher (Panégyrique: Gerhard Roth)
- Joachim Riedl (Panégyrique: Christian Brandstätter)
- Günter Traxler (Panégyrique: Barbara Coudenhove-Kalergi)

2002
- Terezija Stoisits (Panégyrique: Rudolf Scholten)
- Ludwig Adamovich|Ludwig Adamovich (Panégyrique: Clemens Jabloner)
- Wolfgang Petritsch (Panégyrique: Jakob Finci)

2003
- Ute Bock (Panégyrique: Helmut Schüller)
- Heinz Katschnig (Panégyrique: Asmus Finzen)
- Alexander Potyka (Panégyrique: Robert Schindel)

2005
- Waltraud Klasnic (Panégyrique: Hans Rauscher)
- Clemens Jabloner (Panégyrique: [Georg Springer)
- Wolfgang Neugebauer (Panégyrique: Kurt Scholz)

2007
Octobre
- Eva Blimlinger  (Panégyrique: Terezija Stoisits)
- Ida Olga Höfler (Panégyrique: Elie Rosen)

Novembre
- Gerhard Roth (Panégyrique: Daniel Charim)

2008
- Georg Haber (Panégyrique: Ariel Muzicant)

2010
- Lena, Franziska und Franz Müllner (Panégyrique: Kitty Schrott)
- Martina Enzmann (Panégyrique: Thomas Trenkler)
- Werner Sulzgruber (Panégyrique: Isabella Siedl)

2011
- Thomas Haffner (Panégyrique: Markus Kupferblum)
- Gerhard Zatlokal (Panégyrique: Claudia Laschan)

2012
Mars
- Helmut Nausner (Panégyrique: Martin Jäggle)

Mai
- Clemens Hellsberg (Panégyrique: Zubin Mehta)
- Wolfgang Schütz (Panégyrique: Arnold Pollak)[1]

Novembre
- Andreas Maislinger (Panégyrique: Anton Pelinka)
- Hannes Porias (Panégyrique: Willy Weisz)